# Джуди (фильм)
«Джуди» (англ. Judy) — биографический драматический фильм режиссёра Руперта Гулда по сценарию Тома Эджа, написанному на основе пьесы «Конец радуги» Питера Куилтера об американской певице и актрисе Джуди Гарленд. Главную роль исполнила Рене Зеллвегер, получившая за эту работу премию «Золотой глобус» как лучшая драматическая актриса и премию «Оскар» за лучшую женскую роль.
Премьера фильма состоялась на кинофестивале «Теллурид» 30 августа 2019 года. Премьера фильма в России состоялась 26 сентября 2019 года.
Картина получила положительные отзывы критиков.
Это последний фильм с участием британо-ирландского актёра Майкла Гэмбона, умершего от пневмонии 27 сентября 2023 года.

## Сюжет
Фильм покажет последние концерты Джуди Гарленд, приуроченные к 30-летию кинофильма «Волшебник страны Оз» (1939), сделавшего её знаменитой.
Джуди Гарланд 14 лет, и её менеджер говорит ей, что она обладает даром, которого лишены другие. Талант Джуди в пении почти не имеет себе равных, она может превзойти успех Ширли Темпл, как звёздного голливудского ребёнка.
Временная линия меняется, и, уже сорокалетняя, Джуди выступает со своими детьми от брака с Сидни Лафтом. Позже Джуди, её сын и дочь пытаются заселиться в их отель, но им отказали за предыдущую неуплату. Из-за этого Гарленд вынуждена вернуться домой к бывшему мужу.
На вечеринке Джуди встречает Микки Дина, владельца ночного клуба, и они становятся близкими друзьями. В воспоминаниях о юношеских годах Джуди, ей предлагают принимать амфетамины, чтобы помочь контролировать её аппетит. Действие возобновляется в 1969 году, когда Джуди видит агента, который говорит ей, что Британия открыта для неё, но Америка для неё остыла и стал неработоспособной из-за её растущей ненадежности в работе. Джуди решает отправиться в Великобританию, оставив своих двоих детей с бывшем мужем, Лафтом, что для неё сложно.
В Великобритании проблемы со злоупотреблением психоактивными веществами не позволяют ей стабильно выступать на сцене. Джуди добирается до своей лондонской премьеры, но опаздывает. Поклонники в восторге. Её выступление проходит отлично, и она в замечательной форме. Повествование переключается на ещё одно воспоминание о Джуди в 14 лет. Она жалуется на то, что её кормят таблетками, чтобы помочь ей выполнить требования в соответствии с графиком. Вернувшись в Лондон в 1969 году, она снова выступает, что вызывает восторг публики.
Во время репетиций на следующий день она поет «Get Happy» с подлинным качеством, которое заставляет её концертмейстера плакать. Микки приезжает в Лондон с неожиданным визитом, который поднимает ей настроение. У Джуди все ещё есть проблемы с качественными выступлениями на сцене из-за проблем со злоупотреблением психоактивными веществами. Похоже, она не знает, выступает ли она в Сан-Франциско, Чикаго или Лондоне. Воспоминание снова о Луи Мейере, говорящем с Джуди в 15 лет, она изображена потерянной и уставшей от своего графика.
Джуди осматривает её врач-специалист по голосу. Гарленд говорит, что много лет назад у неё была трахеотомия, которая ослабила её голос. Врач диагностирует физическое и психическое истощение, которое требует отдыха для восстановления. Джуди выходит замуж за Микки, который становится её пятым мужем. Джуди до сих пор думает о своих детях и страдает от разлуки с ними. Дети, однако, счастливы в школе в Калифорнии.
У Микки плохие новости о денежной сделке, которая провалилась, а это значит, что Джуди должна остаться в Англии, чтобы свести концы с концами. На следующем спектакле она теряет сознание на сцене. Джуди заканчивает свой гастрольный тур, но возвращается в последний раз на сцену, где она просит исполнить последнюю песню. Ей тяжело, когда она поёт «Over the Rainbow», но вдохновляется поддержкой поклонников и может завершить представление.
Джуди спрашивает: «Вы меня не забудете?» перед аудиторией, которая аплодирует. Прежде чем она заканчивает своё выступление, она произносит: «Обещайте, что не забудете». Она умирает летом 1969 года.

## В ролях
| Актёр            | Роль                    |
| ---------------- | ----------------------- |
| Рене Зеллвегер   | Джуди Гарленд           |
| Руфус Сьюэлл     | Сидни Лафт              |
| Майкл Гэмбон     | Бернард Делфонд         |
| Финн Уиттрок     | Микки Динс              |
| Джесси Бакли     | Розалин Уилдер          |
| Белла Рамзи      | Лорна Лафт              |
| Энди Найман      | Дэн                     |
| Джон Даглиш      | Лонни Донеган           |
| Джемма-Ли Деверё | Лайза Миннелли          |
| Фенелла Вулгар   | Маргарет Хамильтон      |
| Фил Данстер      | Бен                     |
| Дарси Шоу        | Джуди Гарленд в детстве |

## Производство
Съёмочный процесс фильма начался 19 марта 2018 года в Лондоне. Премьера фильма в Великобритании и США была назначена на 27 сентября 2019 года.

## Критика
Исполнение Рене Зеллвегер роли Джуди Гарленд встретило широкое признание критиков.
На сайте Rotten Tomatoes фильм имеет рейтинг 83 %, на основании 266 отзывов критиков, со средней оценкой 7,02 из 10.
На сайте Metacritic картина набрала 66 баллов из 100, что основано на 45 рецензиях критиков, указывающих «в целом благоприятные отзывы».
Зрители, опрошенные CinemaScore, дали фильму среднюю оценку «A-» по шкале от A + до F.
Питер Трэверс из Rolling Stone назвал работу Зеллвегер «выступлением года», в то время как Зои Гэхан из Vanity Fair пишет: «Звёздное выступление на сцене. Трудно сказать, где останавливается Гарленд и начинается Зеллвегер».
Моника Кастильо из RogerEbert.com присвоила картине две из четырёх звезд. Кастильо одобрила то, как фильм контекстуализировал детство Гарленд, но подвергла критике руководство фильма и работу Зеллвегер, заявив, что «в фильме есть места, где манеры Зеллвегер становятся слишком отвлекающими и затмевают всё остальное вокруг неё…».

## Награды и номинации
| Награда                         | Дата церемонии  | Категория                             | Номинант            | Результат | Прим.  |
| ------------------------------- | --------------- | ------------------------------------- | ------------------- | --------- | ------ |
| Hollywood Film Awards           | 3 ноября 2019   | Премия голливудской актрисы           | Рене Зеллвегер      | Победа    | [ 15 ] |
| British Independent Film Awards | 1 декабря 2019  | Лучшая актриса                        | Рене Зеллвегер      | Победа    | [ 16 ] |
| British Independent Film Awards | 1 декабря 2019  | Лучшая операторская работа            | Оле Брэтт Биркеланд | Номинация | [ 16 ] |
| British Independent Film Awards | 1 декабря 2019  | Лучший дизайн костюмов                | Джени Темим         | Номинация | [ 16 ] |
| British Independent Film Awards | 1 декабря 2019  | Лучший грим и прически                | Джереми Вудхед      | Победа    | [ 16 ] |
| British Independent Film Awards | 1 декабря 2019  | Лучший производственный дизайн        | Кейв Куинн          | Номинация | [ 16 ] |
| Спутник                         | 19 декабря 2019 | Лучшая актриса в драматическом фильме | Рене Зеллвегер      | Номинация |        |
| Спутник                         | 19 декабря 2019 | Лучший дизайн костюмов                | Джени Темим         | Номинация |        |
| Золотой глобус                  | 5 января 2020   | Лучшая актриса в драматическом фильме | Рене Зеллвегер      | Победа    |        |
| Выбор критиков                  | 12 января 2020  | Лучшая актриса                        | Рене Зеллвегер      | Победа    |        |
| Выбор критиков                  | 12 января 2020  | Лучшие грим и прически                | —                   | Номинация |        |
| Премия Гильдии киноактёров США  | 19 января 2020  | Лучшая женская роль                   | Рене Зеллвегер      | Победа    |        |
| BAFTA                           | 2 февраля 2020  | Лучшая актриса                        | Рене Зеллвегер      | Победа    |        |
| BAFTA                           | 2 февраля 2020  | Лучший грим и причёски                | Джереми Вудхед      | Номинация |        |
| BAFTA                           | 2 февраля 2020  | Лучший дизайн костюмов                | Джени Темим         | Номинация |        |
| Оскар                           | 9 февраля 2020  | Лучшая актриса                        | Рене Зеллвегер      | Победа    |        |
| Оскар                           | 9 февраля 2020  | Лучший грим и причёски                | Джереми Вудхед      | Номинация |        |